# Stipagrostis paradisea
Stipagrostis paradisea är en gräsart som först beskrevs av Michael Pakenham Edgeworth, och fick sitt nu gällande namn av De Winter. Stipagrostis paradisea ingår i släktet Stipagrostis och familjen gräs. Inga underarter finns listade i Catalogue of Life.